# Utsteinflya
Die Utsteinflya (norwegisch) ist eine vergletscherte Hochebene im ostantarktischen Königin-Maud-Land. Sie liegt zwischen dem Perlebandet, dem Fokknuten, der Utnibba, dem Dotten, dem Vesthaugen und dem Teltet im westlichen Teil des Gebirges Sør Rondane.
Wissenschaftler des Norwegischen Polarinstituts benannten sie 1973 in Anlehnung an die Benennung des benachbarten Utsteinen.